# 巴尔杜尔·普赖姆尔
巴尔杜尔·普赖姆尔（德語：Baldur Preiml，1939年7月8日—2025年1月27日），奥地利男子跳台滑雪运动员。他曾代表奥地利参加1964年和1968年冬季奥林匹克运动会跳台滑雪比赛，其中1968年冬季奥运会获得一枚铜牌。